# Python natalensis
Il pitone delle rocce dell'Africa meridionale (Python natalensis), noto anche come pitone del Natal o pitone africano minore, è una grande specie di serpente costrittore appartenente alla famiglia Pythonidae. È originario dell'Africa meridionale, dove vive prevalentemente in savane e boscaglie.
La specie venne descritta per la prima volta da Andrew Smith nel 1833. Con una lunghezza che può superare i 5 metri, il pitone delle rocce dell'Africa meridionale è tra i serpenti più grandi al mondo.

## Descrizione
Il pitone delle rocce dell'Africa meridionale presenta una colorazione simile a quella del suo parente settentrionale (Python sebae), ma è descritto come "più scialbo". Sotto la striscia chiara sulla testa, comune a entrambe le specie, il pitone meridionale mostra una macchia scura più stretta, che somiglia a una striscia piuttosto che a una macchia.
Il pitone delle rocce dell'Africa centrale (Python sebae) si distingue per due linee chiare prominenti che partono dal naso, passandi sopra gli occhi fino alla parte posteriore della testa, mentre queste linee sono molto più opache nel pitone meridionale. Inoltre, la specie settentrionale presenta squame della testa notevolmente più grandi ed è generalmente di dimensioni inferiori rispetto al suo parente meridionale.

### Dimensioni
I pitoni delle rocce dell'Africa meridionale raggiungono una lunghezza media compresa tra i 2,8 e i 4 metri. Tuttavia, gli individui che superano i 4,6 metri sono piuttosto rari. La specie presenta un evidente dimorfismo sessuale per quanto riguarda lunghezza e massa corporea: le femmine sono significativamente più grandi e pesanti dei maschi.
Tra i 75 individui misurati in Sudafrica, la femmina più lunga registrata misurava 4,34 metri e pesava 53,4 kg, mentre il maschio più grande era lungo 4,23 metri e pesava 31,1 kg. È documentato un record affidabile di un esemplare vivente che ha raggiunto i 5,56 metri. Il pitone sudafricano più lungo mai misurato aveva una lunghezza di 5,8 metri ed è stato registrato nell'ex Transvaal.

## Nella cultura popolare
Nel libro Where Men Still Dream, il giornalista e autore sudafricano Lawrence G. Green ipotizza che la leggenda del Grootslang, una creatura mitica del folklore dei cercatori d'oro sudafricani, possa avere origine da avvistamenti di pitoni delle rocce insolitamente grandi nel fiume Orange. Il Grootslang, descritto come un serpente gigante, sarebbe quindi il risultato di racconti esagerati che hanno trasformato questi avvistamenti in descrizioni di una creatura mostruosa.